# 紀元前521年
紀元前521年（きげんぜん521ねん）は、西暦（ローマ暦）による年。紀元前1世紀の共和政ローマ末期以降の古代ローマにおいては、ローマ建国紀元233年として知られていた。紀年法として西暦（キリスト紀元）がヨーロッパで広く普及した中世時代初期以降、この年は紀元前521年と表記されるのが一般的となった。

## 他の紀年法
- 干支 : 庚辰
- 日本
  - 皇紀140年
  - 安寧天皇28年
- 中国
  - 周 - 景王24年
  - 魯 - 昭公21年
  - 斉 - 景公27年
  - 晋 - 頃公5年
  - 秦 - 哀公16年
  - 楚 - 平王8年
  - 宋 - 元公11年
  - 衛 - 霊公14年
  - 陳 - 恵公13年
  - 蔡 - 悼侯元年
  - 曹 - 悼公3年
  - 鄭 - 定公9年
  - 燕 - 平公3年
  - 呉 - 呉王僚6年
- 朝鮮
  - 檀紀1813年
- ベトナム :
- 仏滅紀元 : 24年
- ユダヤ暦 : 3240年 - 3241年

## できごと

### 中国
- 宋の華亥・向寧・華定が、陳から宋の南里に入り、元公に反抗した。
- 斉軍と宋軍が呉軍を鴻口で破った。
- 華登が宋軍を破った。
- 曹の翰胡が晋の荀呉・斉の苑何忌・衛の公子朝らと合流して宋を救援し、華氏と赭丘で戦った。華登が楚に救援を求め、平王は救援を約束した。
- 蔡の悼侯が楚に亡命した。